# Картофелемялка

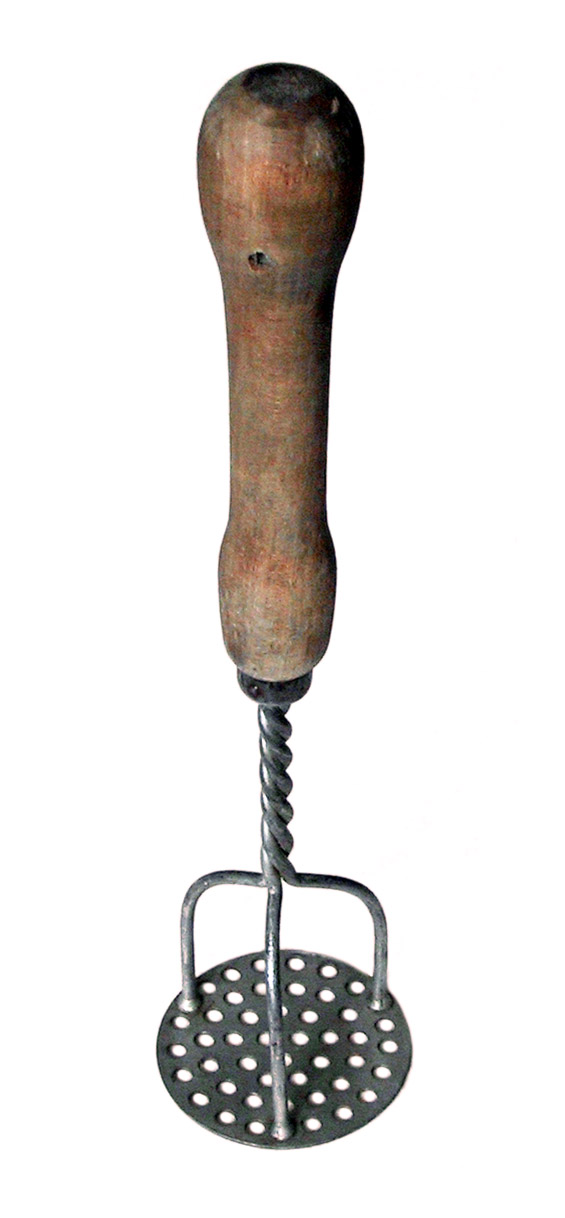
Картофелемялка

Картофелемялка, толкушка, картофеледавилка — пестик для приготовления картофельного пюре.
По своему устройству картофелемялка состоит из вертикальной прямой или изогнутой ручки и горизонтальной пластины, с помощью которой осуществляется размятие той или иной субстанции. Головка может иметь полукруглую форму с длинными продольными щелями или, например, представлять собой металлическую шайбу с дырочками.
В Англии в Викторианскую эпоху картофелемялки делались из дерева, современные изготавливаются, как правило, из металла или пластика. Пластина обычно изготавливается из металла, а современные картофелемялки могут представлять собой цельную конструкцию, заканчивающуюся волнообразным элементом для размятия или круглой головкой с решёткой. Оригинальный дизайн картофелемялки был запатентован Ли Копменом, не любившим пюре с комками, в 1847 году, хотя считается, что первым специальное приспособление для размятия картофеля сделал француз Антуан Пармантье. К XVIII веку картофелемялки уже получили достаточное распространение в Европе и североамериканских колониях, к началу XX века став обыденным и доступным атрибутом: например, в 1908 году в Великобритании деревянная картофелемялка вместе с изготовлением стоила 4 цента. В СССР картофелемялки, как правило, делались из дерева в форме «колокола», с прямыми и иногда фигурными ручками.
Самая большая в мире коллекция картофелемялок находится во владении немецкого коллекционера Рольфа Шольца. Эта коллекция, насчитывающая 243 варианта этой утвари, привлекала внимание немецкой прессы.
Картофелемялки используются в основном в домашних хозяйствах, однако иногда и в учреждениях общественного питания. С помощью картофелемялки готовятся различные блюда, в первую очередь картофельное пюре, откуда и происходит её название, а также, например, яблочное пюре или пюре из овощей и бахчевых культур, яичные салаты и пережаренные бобы, некоторые виды соусов.
Другое кухонное приспособление для получения пюре из варёных овощей, ягодных соков и томатного пюре — пресс-пюре. В русском языке термином «картофелемялка» может также называться сельскохозяйственная машина для разминания запаренного картофеля.

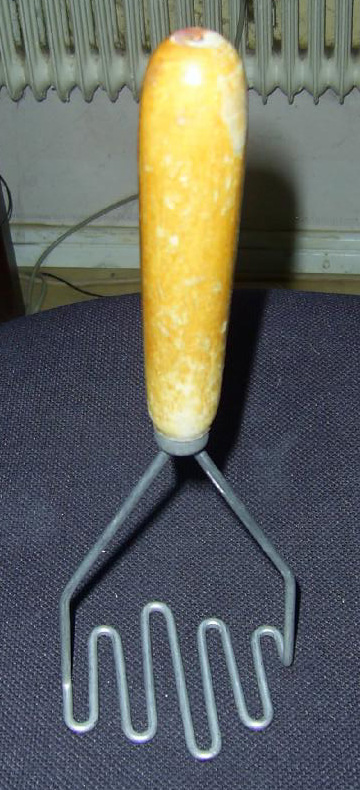
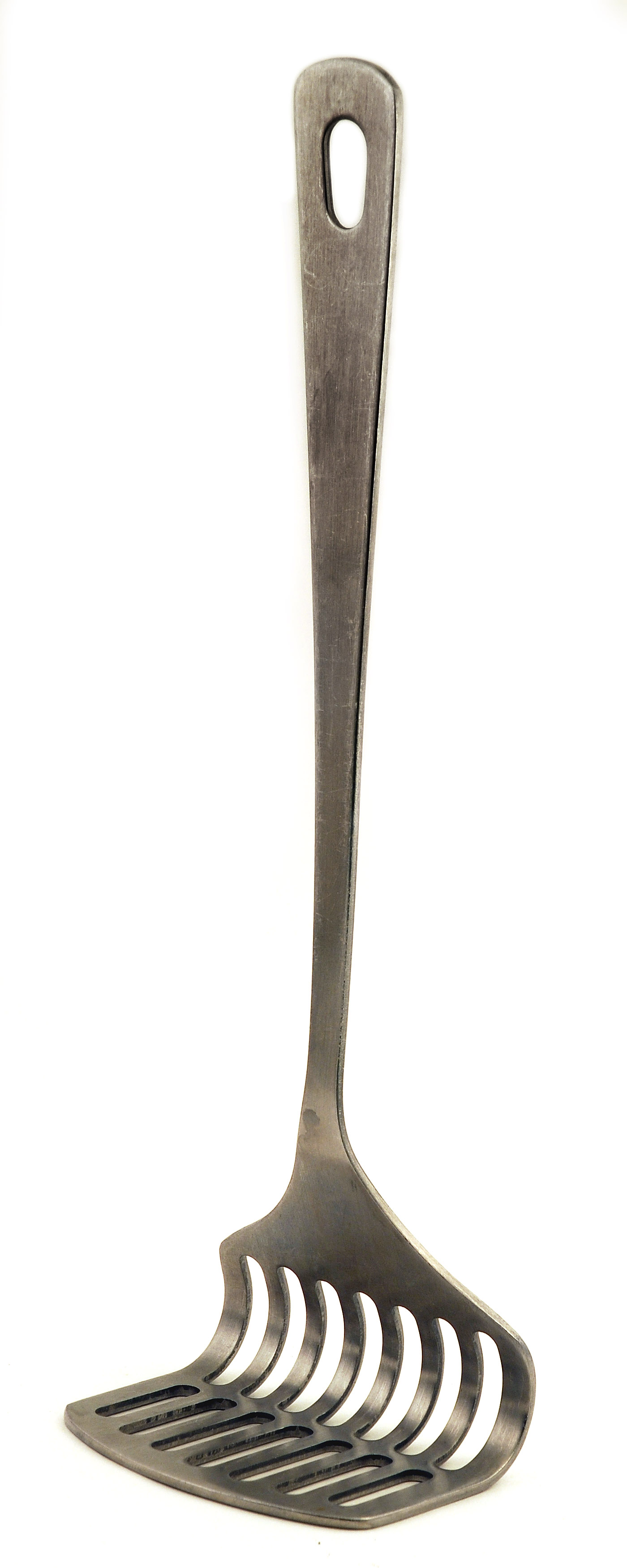
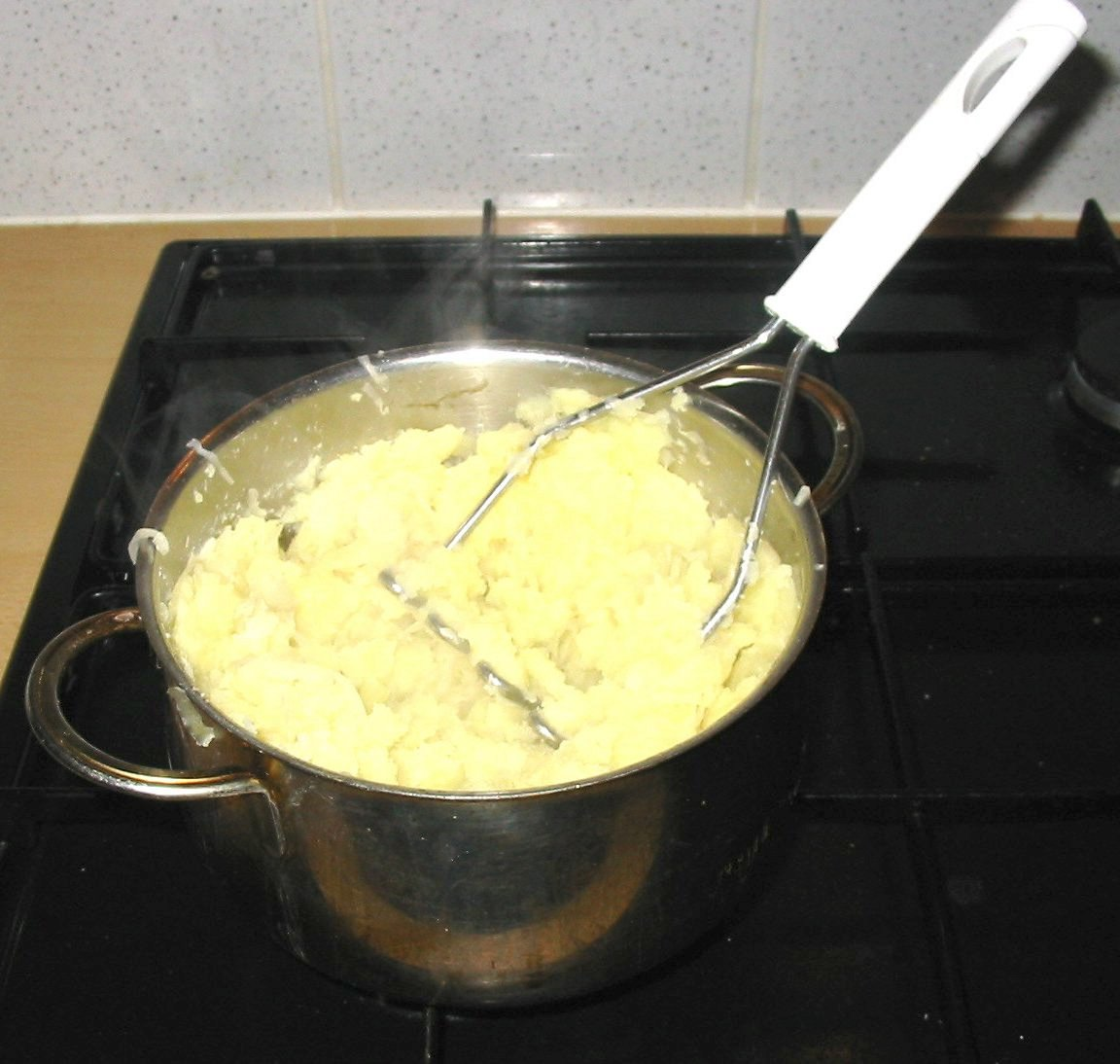